# Gaesischia phaeoptera
Gaesischia phaeoptera är en biart som först beskrevs av Jesus Santiago Moure och Michener 1955.  Gaesischia phaeoptera ingår i släktet Gaesischia och familjen långtungebin. Inga underarter finns listade i Catalogue of Life.